# Lennox-Gastauts syndrom
Lennox-Gastauts syndrom är en form av epilepsi som oftast debuterar vid 3 till 5 års ålder. 15 av 100 000 födda beräknas få den. Inlärningssvårigheter, dyslexi och dyskalkyli är karakteristiska för denna sjukdom. Vissa av barnen är normalbegåvade, dock kan sjukdomen kopplas till intellektuell funktionsnedsättning.
Fysiska symptom är atypiska absenser och så kallade drop-attacker där patienten riskerar fallskador.
Behandlingen av själva sjukdomen är antiepileptika (ofta lamotrigin, valproat och felbamat) men det behövs även många psykosociala stödåtgärder med tanke på inlärningssvårigheterna som tillståndet ger. Ofta behövs speciell skolgång, i vissa fall på särskola.